# Вакуя
Вакуя (яп. 涌谷町 Вакуя-тё:) — посёлок в Японии, находящийся в уезде Тода префектуры Мияги. Площадь посёлка составляет 82,08 км², население — 17 261 человек (31 июля 2014), плотность населения — 210,29 чел./км².

## Географическое положение
Посёлок расположен на острове Хонсю в префектуре Мияги региона Тохоку. С ним граничат города Томе, Исиномаки, Осаки и посёлок Мисато.

## Население
Население посёлка составляет 17 261 человек (31 июля 2014), а плотность — 210,29 чел./км². Изменение численности населения с 1980 по 2005 годы:
| 1980 | 21 319 чел. |  |
| 1985 | 21 362 чел. |  |
| 1990 | 20 871 чел. |  |
| 1995 | 20 170 чел. |  |
| 2000 | 19 313 чел. |  |
| 2005 | 18 410 чел. |  |

## Символика
Деревом посёлка считается криптомерия, цветком — цветок сакуры.